# کیتا یاماشیتا
کیتا یاماشیتا (انگلیسی: Keita Yamashita؛ زادهٔ ۱۳ مارس ۱۹۹۶) بازیکن فوتبال اهل ژاپن است.